# Lushui Shuiku
Lushui Shuiku (kinesiska: 陆水水库) är en reservoar i Kina. Den ligger i provinsen Hubei, i den centrala delen av landet, omkring 110 kilometer söder om provinshuvudstaden Wuhan. 
Genomsnittlig årsnederbörd är 1 743 millimeter. Den regnigaste månaden är maj, med i genomsnitt 244 mm nederbörd, och den torraste är januari, med 42 mm nederbörd.